# Noturus nocturnus
Loài Noturus nocturnus là một loài cá da trơn nước ngọt ở đông Hoa Kỳ. Mùa sinh sản của nó kéo dài từ mùa xuân đến đầu hè ở các vùng riffle.

## Phân bố địa lý
Nó là một loài nước ngọt được tìm thấy ở đông Hoa Kỳ. Phân bố này bao gồm đồng bằng và nhánh sông của sông Mississippi ở Alabama, Mississippi, Louisiana và Texas. Loài này cũng được tìm thấy ở Kentucky, Indiana và Illinois.

## Bảo tồn
Loài này không được công nhận là loài bị đe dọa ở mức quốc gia, và nó không ở trong danh sách các loài bị đe dọa của IUCN. Tuy nhiên, nó và danh sách các loài bị đe dọa ở Iowa kể từ năm 1984.